# Cricetulus migratorius
Cricetulus migratorius és una espècie de mamífer rosegador de la família dels cricètids. Viu a l'Afganistan, l'Azerbaidjan, Bulgària, la Xina, l'Índia, l'Iran, l'Iraq, Israel, Jordània, el Kazakhstan, el Líban, Moldàvia, Mongòlia, el Pakistan, Romania, Rússia, Síria, Turquia, Ucraïna i, possiblement, Grècia. S'alimenta de llavors, brots i arrels. El seu hàbitat natural són els herbassars secs, les estepes i els semideserts. És una espècie en risc mínim, és a dir, no sembla que hi hagi cap amenaça significativa per a la seva supervivència. El seu nom específic, migratorius, significa ‘migratori’ en llatí.